# Lorgies
Lorgies est une commune française située dans le département du Pas-de-Calais en région Hauts-de-France. Ses habitants sont appelés les Lorgiens ou Lorginois. Elle est membre de la communauté  d'agglomération de Béthune-Bruay, Artois-Lys Romane.

## Géographie

### Localisation
Localisée dans l'est du département du Pas-de-Calais, dans l'Artois et limitrophe du département du Nord, Lorgies est une commune située, à vol d'oiseau, à 12 km au nord-est de la commune de Béthune (chef-lieu d'arrondissement), à 16 km au sud de la frontière entre la Belgique et la France et à 20 km au sud-ouest de la commune de Lille (aire d'attraction et bassin d'emploi),.
Le territoire de la commune est limitrophe de ceux de six communes, dont trois, Aubers, Illies et La Bassée, dans le département du Nord.
Les communes limitrophes sont Aubers, La Bassée, Illies, Neuve-Chapelle, Richebourg et Violaines.

### Géologie et relief
La superficie de la commune est de 6,84 km2 ; son altitude varie de 19  à   26 mètres.

### Hydrographie

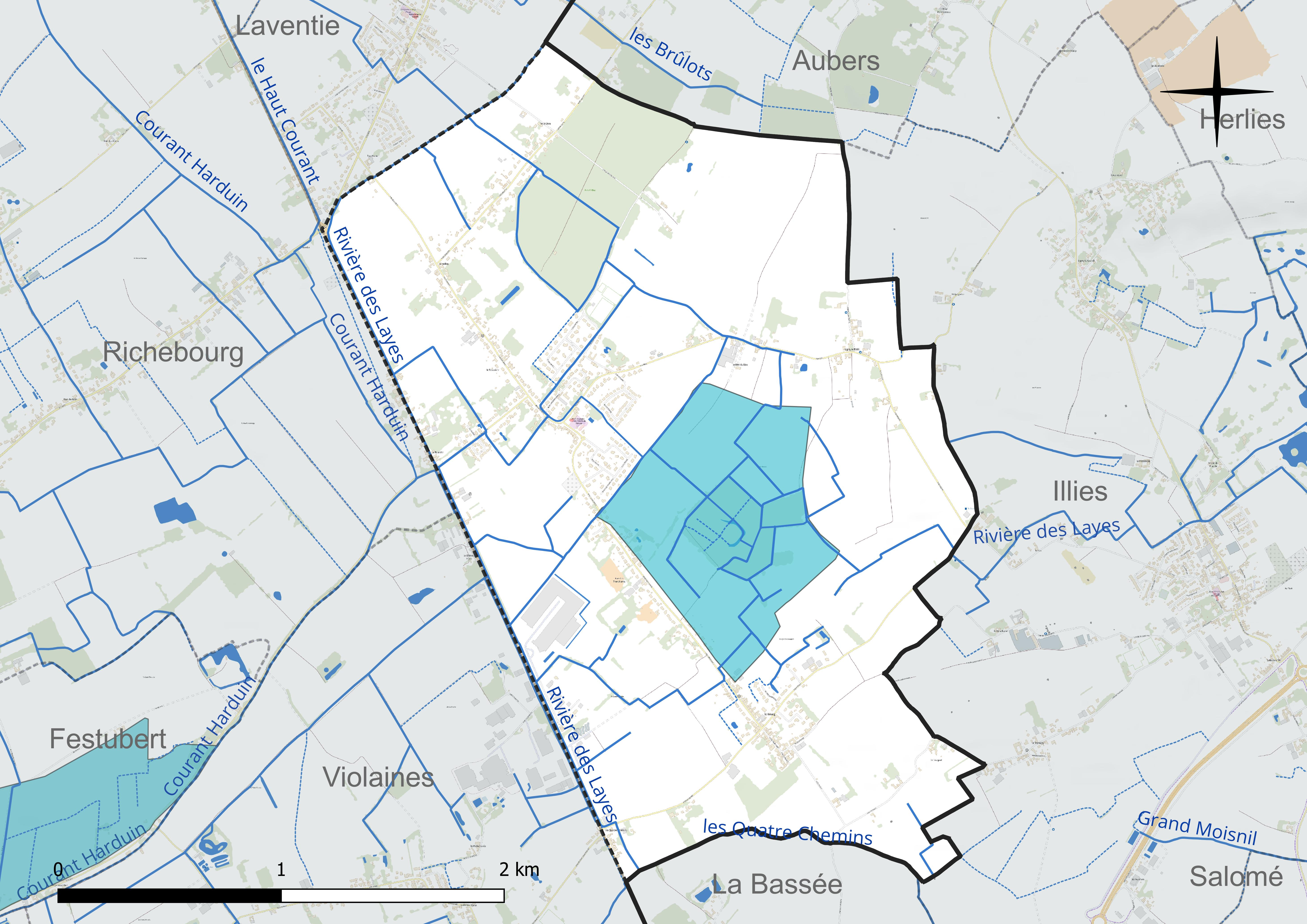
Carte hydrographique de la commune.

Le territoire de la commune est situé dans le bassin Artois-Picardie.
La commune est traversée par la rivière des layes et de nombreux canaux de drainage.

### Climat
Pour des articles plus généraux, voir Climat des Hauts-de-France et Climat du Pas-de-Calais.
En 2010, le climat de la commune est de type climat océanique dégradé des plaines du Centre et du Nord, selon une étude du CNRS s'appuyant sur une série de données couvrant la période 1971-2000. En 2020, Météo-France publie une typologie des climats de la France métropolitaine dans laquelle la commune est exposée à un climat océanique et est dans la région climatique Nord-est du bassin Parisien, caractérisée par un ensoleillement médiocre, une pluviométrie moyenne régulièrement répartie au cours de l’année et un hiver froid (3 °C).
Pour la période 1971-2000, la température annuelle moyenne est de 10,6 °C, avec une amplitude thermique annuelle de 14 °C. Le cumul annuel moyen de précipitations est de 695 mm, avec 11,9 jours de précipitations en janvier et 8,9 jours en juillet. Pour la période 1991-2020, la température moyenne annuelle observée sur la station météorologique la plus proche, située sur la commune de Lillers à 22 km à vol d'oiseau, est de 11,1 °C et le cumul annuel moyen de précipitations est de 731,5 mm,. Pour l'avenir, les paramètres climatiques de la commune estimés pour 2050 selon différents scénarios d'émission de gaz à effet de serre sont consultables sur un site dédié publié par Météo-France en novembre 2022.

### Milieux naturels et biodiversité

#### Zone naturelle d'intérêt écologique, faunistique et floristique

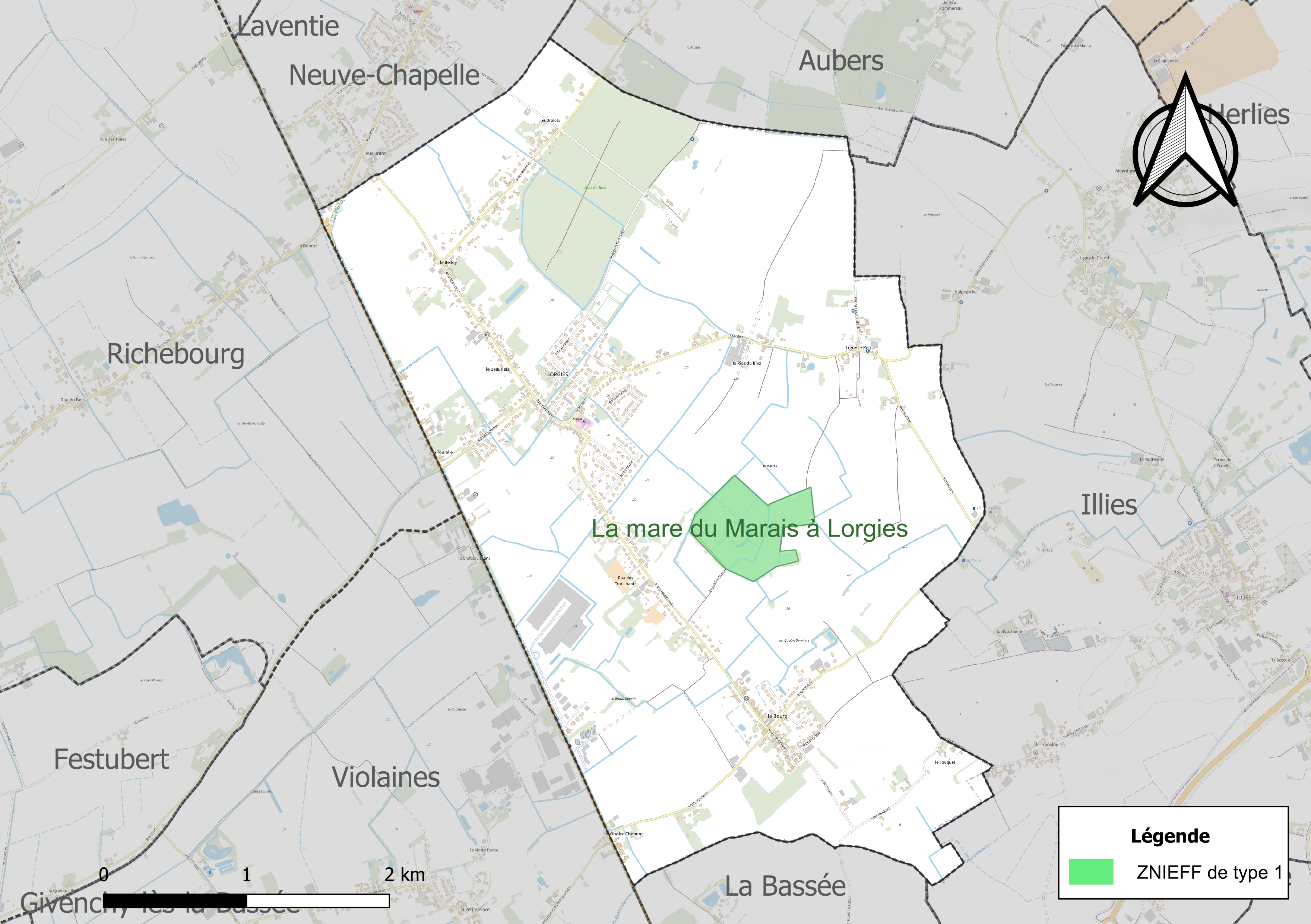
Carte de la ZNIEFF sur la commune.

L’inventaire des zones naturelles d'intérêt écologique, faunistique et floristique (ZNIEFF) a pour objectif de réaliser une couverture des zones les plus intéressantes sur le plan écologique, essentiellement dans la perspective d’améliorer la connaissance du patrimoine naturel national et de fournir aux différents décideurs un outil d’aide à la prise en compte de l’environnement dans l’aménagement du territoire.
Le territoire communal comprend une ZNIEFF de type 1 :
- La mare du Marais à Lorgies, d’une superficie de 16 ha et d'une altitude de 22 m. Ce site, au centre du territoire communal, est situé au cœur d’une peupleraie parcourue par un réseau de fossés et où se trouve une ancienne mare de chasse[11].

#### Espèces faunistiques et floristiques
L’Inventaire national du patrimoine naturel (INPN) recense plusieurs espèces faunistiques et floristiques sur le territoire de la commune dont certaines sont protégées et d’autres menacées et quasi-menacées.

## Urbanisme

### Typologie
Au 1er janvier 2024, Lorgies est catégorisée commune rurale à habitat dispersé, selon la nouvelle grille communale de densité à sept niveaux définie par l'Insee en 2022.
Elle appartient à l'unité urbaine de Béthune, une agglomération inter-départementale regroupant 94  communes, dont elle est une commune de la banlieue,,. Par ailleurs la commune fait partie de l'aire d'attraction de Lille (partie française), dont elle est une commune de la couronne,. Cette aire, qui regroupe 201 communes, est catégorisée dans les aires de 700 000 habitants ou plus (hors Paris),.

### Occupation des sols

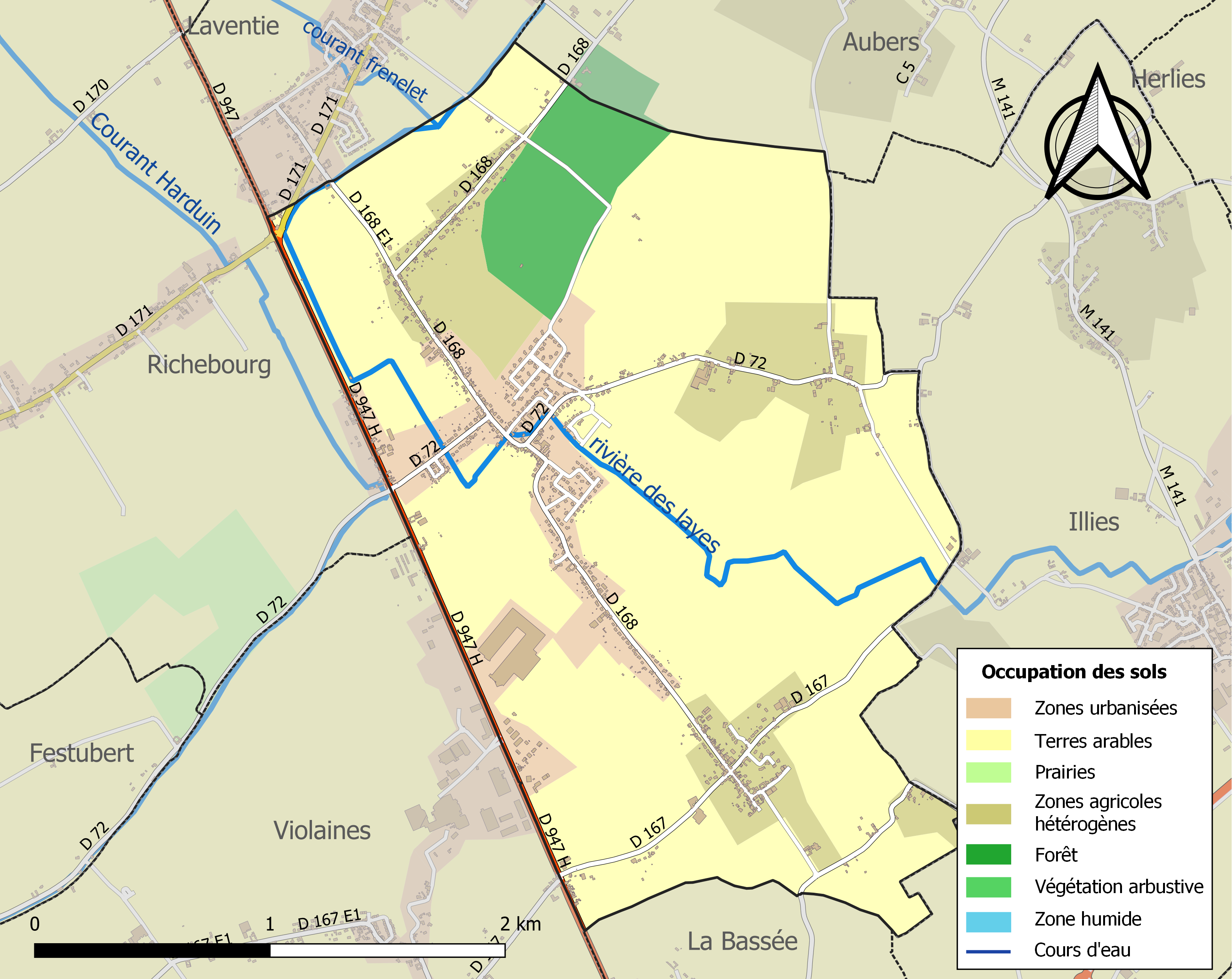
Carte des infrastructures et de l'occupation des sols de la commune en 2018 (CLC).

L'occupation des sols de la commune, telle qu'elle ressort de la base de données européenne d’occupation biophysique des sols Corine Land Cover (CLC), est marquée par l'importance des territoires agricoles (83,9 % en 2018), en diminution par rapport à 1990 (89,7 %). La répartition détaillée en 2018 est la suivante : 
terres arables (69,2 %), zones agricoles hétérogènes (14,7 %), zones urbanisées (8,2 %), forêts (5,9 %), zones industrielles ou commerciales et réseaux de communication (2 %). L'évolution de l’occupation des sols de la commune et de ses infrastructures peut être observée sur les différentes représentations cartographiques du territoire : la carte de Cassini (XVIIIe siècle), la carte d'état-major (1820-1866) et les cartes ou photos aériennes de l'IGN pour la période actuelle (1950 à aujourd'hui).

### Habitat et logement
En 2020, le nombre total de logements dans la commune était de 635, alors qu'il était de 599 en 2015 et de 573 en 2010.
Parmi ces logements, 95,1 % étaient des résidences principales, 1,1 % des résidences secondaires et 3,7 % des logements vacants. Ces logements étaient pour 97,8 % d'entre eux des maisons individuelles et pour 2 % des appartements.
Le tableau ci-dessous présente la typologie des logements à Lorgies en 2020 en comparaison avec celle du Pas-de-Calais et de la France entière. Une caractéristique marquante du parc de logements est ainsi la faible proportion des résidences secondaires et logements occasionnels (1,1 %) par rapport au département (6,5 %) et à la France entière (9,7 %).
| Typologie                                               | Lorgies | Pas-de-Calais | France entière |
| ------------------------------------------------------- | ------- | ------------- | -------------- |
| Résidences principales (en %)                           | 95,1    | 86,1          | 82,1           |
| Résidences secondaires et logements occasionnels (en %) | 1,1     | 6,5           | 9,7            |
| Logements vacants (en %)                                | 3,7     | 7,5           | 8,2            |

### Voies de communication et transports
La commune est limitée à l'ouest par le tracé rectiligne de l'ancienne route nationale 347 (actuelle RD 947), qui relie notamment La Bassée à Estaires.

## Toponymie

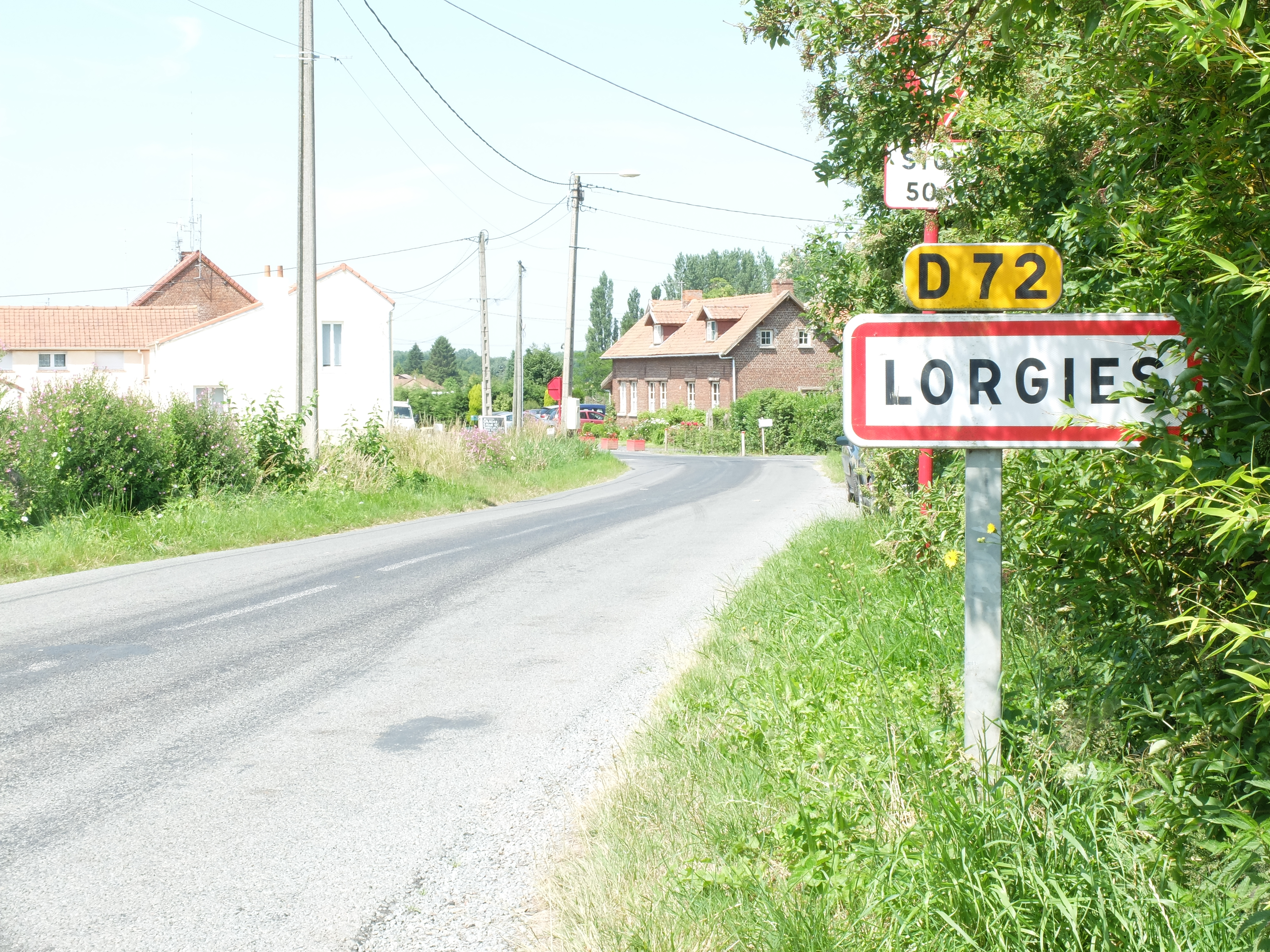

Le nom de la localité est attesté sous les formes Lorgiæ (966) ; Lorgia, Lorgias (955-981) ; Lorgiæ juxta Basceiam (1124) ; Lorgies (1196) ; L’Orgie (1559) ; Lorgny-Ligny (1720) ; Lorgies (XVIIIe siècle).
Lorgies fait partie de l'Association des communes de France aux noms burlesques et chantants au même titre que Poil et Coubisou.

## Histoire
À la suite de la Première Guerre mondiale, le 25 septembre 1920, la croix de guerre 1914-1918 est remise à la commune par le colonel Mariet.
Lors de la Seconde Guerre mondiale, le 3 septembre 1944, quatorze habitants du village étant des résistants sont arrêtés par les Allemands en représailles à l'exécution d'un sous-officier Wagner par des résistants, les soldats nazis ont mené des actions punitives, ils furent torturés et fusillés,.

## Politique et administration

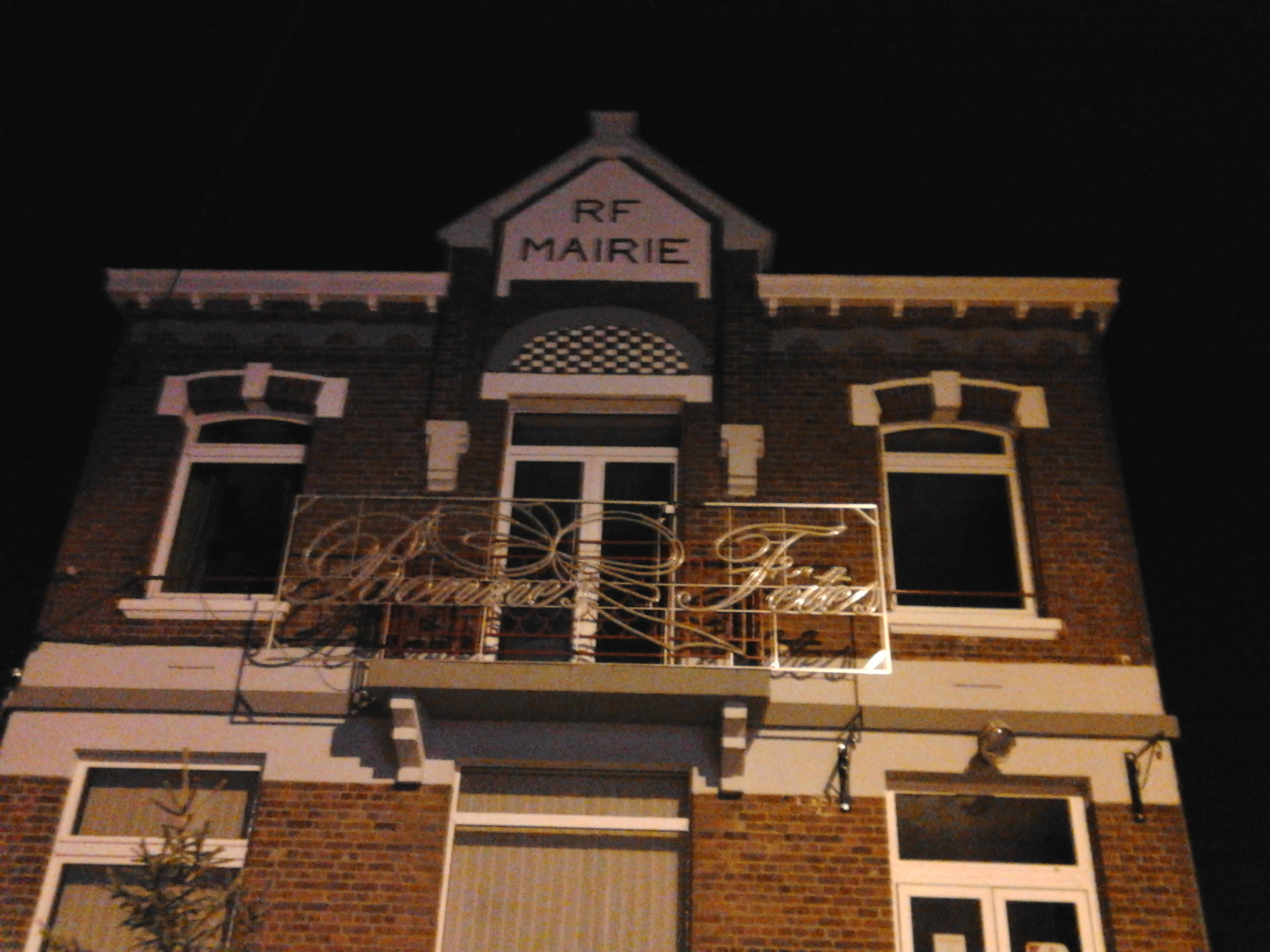
La mairie de Lorgies le 31 décembre 2011.

### Rattachements administratifs et électoraux

#### Rattachements administratifs
La commune se trouve dans l'arrondissement de Béthune du département du Pas-de-Calais
Elle faisait partie depuis 1801 du canton de Laventie. Dans le cadre du redécoupage cantonal de 2014 en France, cette circonscription administrative territoriale a disparu, et le canton n'est plus qu'une circonscription électorale.

#### Rattachements électoraux
Pour les élections départementales, la commune fait partie depuis 2014 du canton de Douvrin
Pour l'élection des députés, elle fait partie de la neuvième circonscription du Pas-de-Calais.

#### Commune et intercommunalités
Lorgies était membre de la communauté d'agglomération de l'Artois, un établissement public de coopération intercommunale (EPCI) à fiscalité propre auquel la commune avait transféré un certain nombre de ses compétences, dans les conditions déterminées par le code général des collectivités territoriales.
Dans le cadre des dispositions de la loi portant nouvelle organisation territoriale de la République du 7 août 2015, qui prévoit que les établissements publics de coopération intercommunale (EPCI) à fiscalité propre doivent avoir un minimum de 15 000 habitants, cette intercommunalité a fusionné avec ses voisines pour former, le 1er janvier 2017, la communauté  d'agglomération de Béthune-Bruay, Artois-Lys Romane, dont est désormais membre la commune et qui regroupe 100 communes et compte 275 327 habitants en 2021, sur un territoire d'environ 646 km2.

#### Liste des maires
| Période                                  | Période                        | Identité             | Étiquette | Qualité                                                                         |
| ---------------------------------------- | ------------------------------ | -------------------- | --------- | ------------------------------------------------------------------------------- |
| Les données manquantes sont à compléter. |                                |                      |           |                                                                                 |
|                                          |                                |                      |           |                                                                                 |
| 1971                                     | 1977                           | Léone Cuignet        |           | Institutrice                                                                    |
| 1977                                     | 2008                           | René Sion            |           |                                                                                 |
| mars 2008                                | mai 2020                       | Anne-Marie Lefebvre, | DVD       |                                                                                 |
| mai 2020                                 | janvier 2023,                  | Hervé Brand          |           | Enseignant certifié classe exceptionnelle en histoire géographie Démissionnaire |
| janvier 2023                             | avril 2023,                    | Véronique Urbaniak   |           | Mandat écourté par la démission d'une partie du conseil municipal               |
| avril 2023,                              | En cours (au 30 novembre 2023) | Laëtitia Mariini     |           | Cadre de la fonction publique                                                   |

## Équipements et services publics

### Enseignement
La commune est située dans l'académie de Lille et dépend, pour les vacances scolaires, de la zone B.
Elle administre l'école primaire « Le Frenelet »,.

### Équipements culturels
La commune s'est dotée en 1998 d'une bibliothèque, qui rayonne sur les villages avoisinants, et dont le fonds est renouvelé en partenariat avec la médiathèque de Lillers,.

## Population et société

### Démographie
Les habitants sont appelés les Lorgiens ou Lorginois.

#### Évolution démographique
L'évolution du nombre d'habitants est connue à travers les recensements de la population effectués dans la commune depuis 1793. Pour les communes de moins de 10 000 habitants, une enquête de recensement portant sur toute la population est réalisée tous les cinq ans, les populations de référence des années intermédiaires étant quant à elles estimées par interpolation ou extrapolation. Pour la commune, le premier recensement exhaustif entrant dans le cadre du nouveau dispositif a été réalisé en 2007.

En 2022, la commune comptait 1 630 habitants, en évolution de +2,84 % par rapport à 2016 (Pas-de-Calais : −0,72 %, France hors Mayotte : +2,11 %).
| 1793  | 1800 | 1806  | 1821  | 1831  | 1836  | 1841  | 1846  | 1851  |
| ----- | ---- | ----- | ----- | ----- | ----- | ----- | ----- | ----- |
| 1 023 | 941  | 1 146 | 1 156 | 1 265 | 1 323 | 1 397 | 1 440 | 1 432 |

| 1856  | 1861  | 1866  | 1872  | 1876  | 1881  | 1886  | 1891  | 1896  |
| ----- | ----- | ----- | ----- | ----- | ----- | ----- | ----- | ----- |
| 1 391 | 1 489 | 1 430 | 1 416 | 1 377 | 1 314 | 1 286 | 1 312 | 1 309 |

| 1901  | 1906  | 1911  | 1921 | 1926 | 1931 | 1936 | 1946 | 1954 |
| ----- | ----- | ----- | ---- | ---- | ---- | ---- | ---- | ---- |
| 1 288 | 1 290 | 1 242 | 694  | 755  | 754  | 764  | 730  | 819  |

| 1962 | 1968 | 1975 | 1982 | 1990  | 1999  | 2006  | 2007  | 2012  |
| ---- | ---- | ---- | ---- | ----- | ----- | ----- | ----- | ----- |
| 882  | 858  | 853  | 922  | 1 142 | 1 174 | 1 471 | 1 513 | 1 578 |

| 2017  | 2022  | - | - | - | - | - | - | - |
| ----- | ----- | - | - | - | - | - | - | - |
| 1 586 | 1 630 | - | - | - | - | - | - | - |

center>

#### Pyramide des âges
En 2018, le taux de personnes d'un âge inférieur à 30 ans s'élève à 35,3 %, soit en dessous de la moyenne départementale (36,7 %). De même, le taux de personnes d'âge supérieur à 60 ans est de 19,9 % la même année, alors qu'il est de 24,9 % au niveau départemental.
En 2018, la commune comptait 787 hommes pour 785 femmes, soit un taux de 50,06 % d'hommes, légèrement supérieur au taux départemental (48,50 %).
Les pyramides des âges de la commune et du département s'établissent comme suit.
| Hommes | Classe d’âge | Femmes |
| ------ | ------------ | ------ |
| 0,3    | 90 ou +      | 0,9    |
| 2,6    | 75-89 ans    | 5,2    |
| 15,9   | 60-74 ans    | 14,8   |
| 24,5   | 45-59 ans    | 24,9   |
| 20,2   | 30-44 ans    | 20,2   |
| 15,3   | 15-29 ans    | 14,9   |
| 21,3   | 0-14 ans     | 19,0   |

| Hommes | Classe d’âge | Femmes |
| ------ | ------------ | ------ |
| 0,5    | 90 ou +      | 1,6    |
| 5,6    | 75-89 ans    | 8,9    |
| 16,7   | 60-74 ans    | 18,1   |
| 20,2   | 45-59 ans    | 19,2   |
| 18,9   | 30-44 ans    | 18,1   |
| 18,2   | 15-29 ans    | 16,2   |
| 19,9   | 0-14 ans     | 17,9   |

## Culture locale et patrimoine

### Lieux et monuments
- L'église Saint-Mathieu.
- Les deux monuments aux morts[49].

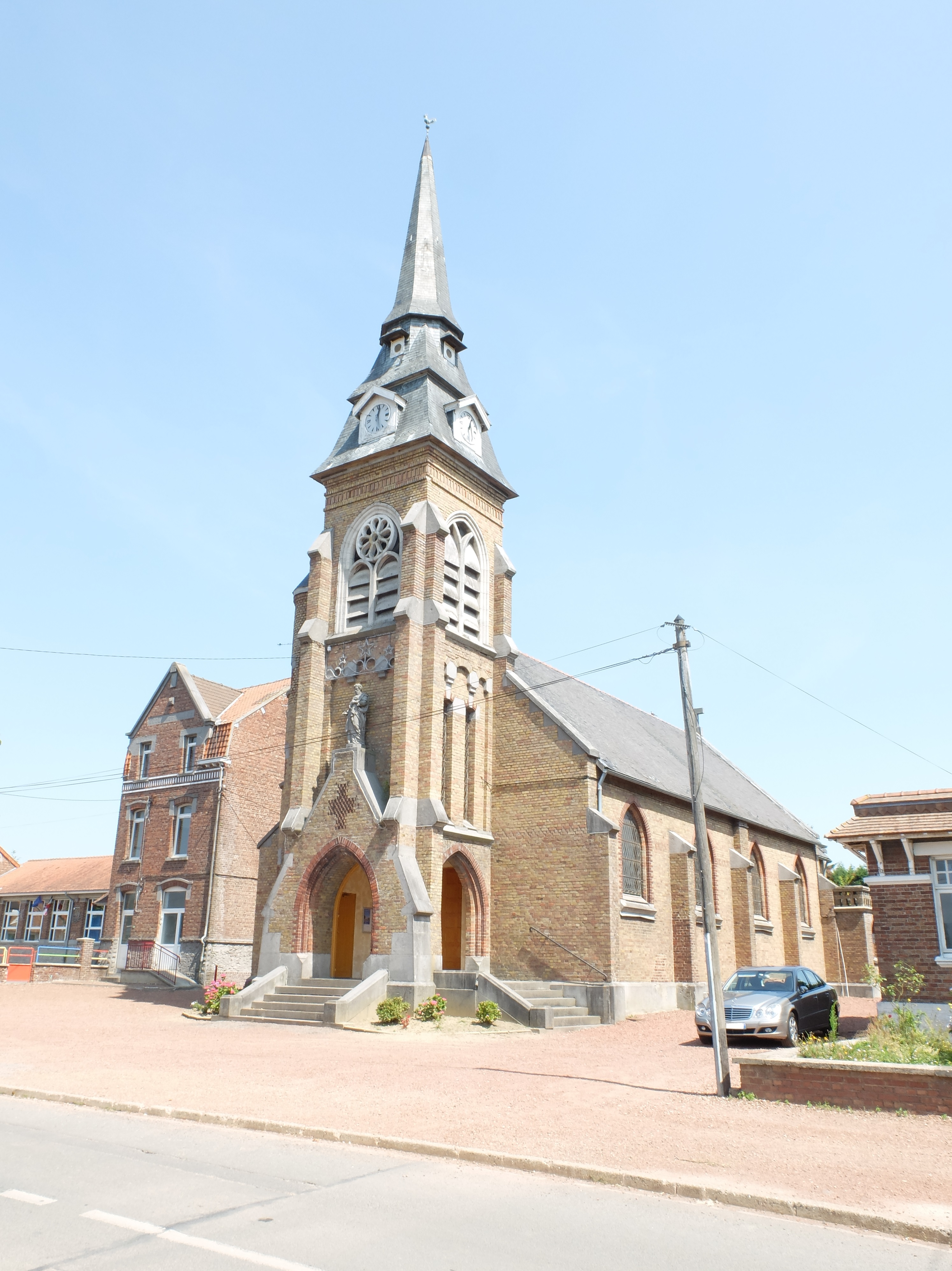
L'église Saint-Mathieu.

- Le monument aux fusillés de la Seconde Guerre mondiale (rue des Tronchants).

### Personnalités liées à la commune
Denis Dumont (1958-), homme d'affaires, né à Lorgies.

### Héraldique
| Blason de Lorgies | Blason  | D'or à l'escarboucle de sable, brisé d'une bordure de gueules, surmonté de la couronne murale d'or maçonnée de sable, et accompagné, à la pointe, de la croix de guerre. Ornements extérieursCroix de guerre 1914-1918 |
| Blason de Lorgies | Détails | Adopté par la municipalité le 18 juin 1981. |

## Pour approfondir

#### Bases de données, dictionnaires et encyclopédies
- Ressources relatives à la géographie :   - Insee (communes)
  - Ldh/EHESS/Cassini
- Ressource relative à plusieurs domaines :   - Annuaire du service public français
- Notices d'autorité :   - BnF (données)